# Серебряное (Кировоградская область)
Серебряное (укр. Серебряне) — село в Великоандрусовской сельской общине Александрийского района Кировоградской области Украины.
До 2020 года входило в Светловодский район
Население по переписи 2001 года составляло 214 человек. Почтовый индекс — 27545. Телефонный код — 5236. Код КОАТУУ — 3525282403.